# Всемирная ассоциация олимпийцев

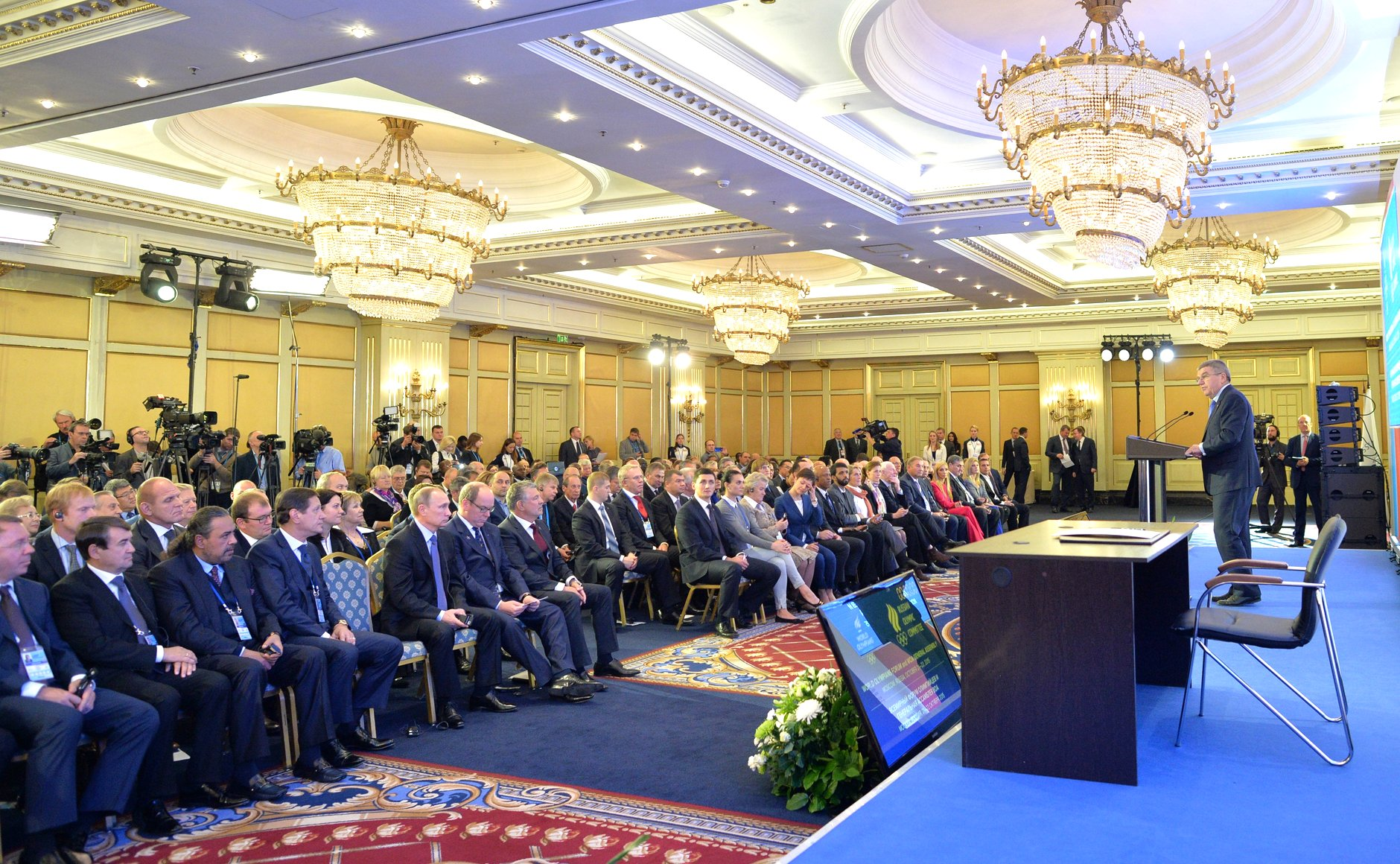
Выступление президента МОК Т.Баха на первом Всемирном форуме олимпийцев, проведённом ВАО 21-22 октября 2015 года в Москве

Всемирная ассоциация олимпийцев (ВАО), англ. World Olympians Association  — международная независимая, некоммерческая, неправительственная организация, объединяющая  спортсменов-участников олимпийских игр (олимпийцев) со всего мира. 
Согласно конституции организации, олимпийцем является любой спортсмен, который был аккредитован для участия в летних или зимних Олимпийских играх. Членство олимпийцев во Всемирной ассоциации олимпийцев осуществляется  через национальные ассоциации олимпийцев. В  мире в настоящее время насчитывается  более 100000 олимпийцев, которые объединены в 143 национальные ассоциации олимпийцев.

## История
Всемирная ассоциация олимпийцев была создана по предложению президента МОК Хуана Антонио Самаранча на конгрессе единства, посвящённом столетию олимпийского движения, проведённом в Париже в 1994 году. Формально ВАО была основана 25 странами-учредителями на встрече, состоявшейся  в Олимпийском музее 21 ноября 1995 года.
В ноябре 2011 года бронзовый призёр Олимпийских игр 1984 года в Лос-Анджелесе в командных соревнованиях по современному пятиборью Жоэль Бузу был избран президентом Ассоциации. Жоэль Бузу является основателем организации Мир и спорт и Генеральным секретарём Международной Федерации современного пятиборья (UIPM).
В январе 2012 года князь Монако Альбер II был объявлен патроном Ассоциации.
В октябре 2015 года в Москве ВАО совместно с МОК и НОК России был проведён Первый всемирный форум олимпийцев.

## Цели ассоциации
1. Содействие контактам  олимпийцев в поддержку олимпизма  и Олимпийского движения в соответствии с  Олимпийской хартией.
2. Обучение олимпийцев в качестве послов Олимпийского движения
3. Содействие созданию национальных ассоциаций олимпийцев.
4. Укрепление сотрудничества между национальными ассоциациями олимпийцев, в целях содействия достижению целей WOA
5. Поддержка и представление интересов олимпийцев и улучшение качества их жизни.